# Lissochlora licada
Lissochlora licada là một loài bướm đêm trong họ Geometridae.